# Alexander Reiner
Alexander Reiner (* 4. března 1885 Panschwitz-Kuckau – 10. května 1960 Špandava) byl německý zubař, důstojník Schutzstaffel a velitel koncentračních táborů Columbia a Sachsenburg.
Po studiích na gymnáziu, studoval zubní lékařství na univerzitě v Lipsku, kde v roce 1912 získal titul Doktor zubního lékařství. Byl účastníkem první světové války. V důsledku úplavice v roce 1916 byl uznán jako neschopný dalších bojů a tak pracoval jako zubní lékař. V roce 1917 se oženil a v roce 1918 se usadil v Gdaňsku.
Začátkem 30. let se připojil k jednotkám Schutzstaffel (SS). Propagováním vůdce Schutzstaffelu Wernera Lorenze brzy získal vyššího postavení v této jednotce. Od 13. listopadu 1933 do 19. října 1934 byl vedoucím Schutzstaffelu v sekci XXVI se sídlem v Gdaňsku.
Od 2. listopadu 1934 působil jako Oberführer koncentračního tábora v Sachsenburgu, od 1. prosince 1934 v koncentračním táboře Columbia. Dne 6. května 1935 byl obviněn z podněcování k zabití. Trestní řízení nakonec bylo ukončeno a Reiner byl 13. června 1935 propuštěn z SS. Reiner měl být od 6. prosince 1934 Reichsführerem-SS Heinrichem Himmlerem jmenován velitelem koncentračního tábora v Dachau, tento post nepřijal kvůli obvinění z korupce.
Poté pracoval jako registrovaný zubní lékař v Berlíně-Charlottenburgu.